# Julian Korb
Julian Korb (* 21. März 1992 in Essen) ist ein deutscher Fußballspieler, der bei Borussia Mönchengladbach II unter Vertrag steht.

## Karriere

### Vereine
Korb spielte in seiner Jugend beim TuS Preußen Vluyn, Hülser SV und DJK/VfL Tönisberg, ehe er 2004 in die Jugendabteilung des MSV Duisburg wechselte. 2006 ging er dann in die Jugend von Borussia Mönchengladbach, für die er in der U17-Bundesliga und U19-Bundesliga zum Einsatz kam. Ab Januar 2010 war Korb Spieler der zweiten Gladbacher Mannschaft in der Regionalliga. Bis September 2013 kam er in 94 Regionalligaspielen zum Einsatz, in denen er fünf Tore erzielte.
Sein Debüt in der Bundesliga gab er am letzten Spieltag der Saison 2011/12 bei einem 3:0-Auswärtssieg gegen den 1. FSV Mainz 05, als er im Laufe der zweiten Halbzeit für Tolga Ciğerci eingewechselt wurde. In der UEFA Europa League kam er sodann am 6. Dezember 2012 in der Begegnung bei Fenerbahçe Istanbul zum ersten Mal von Beginn an zu einem Profi-Pflichtspieleinsatz. In der Saison 2013/14 gelang Korb der Durchbruch in der Bundesliga. Er kam ab dem 10. Spieltag in 22 Spielen – jeweils in der Startelf – als Rechtsverteidiger zum Einsatz. In der Spielzeit 2014/15 qualifizierte er sich mit der Borussia als Tabellendritter für die UEFA Champions League, bei der man jedoch die Gruppenphase 2015/16 nicht überstand. In der folgenden Saison schied Korb mit der Borussia erneut in der Champions-League-Gruppenphase aus.
Zur Saison 2017/18 wechselte Korb zum Bundesligaaufsteiger Hannover 96. Er kam in seiner ersten Saison auf 28 Einsätze (alle von Beginn), in denen er ein Tor erzielte. In der Folgesaison folgten 12 Einsätze (11-mal von Beginn) und der Abstieg in die 2. Bundesliga. Dort spielte Korb in der Saison 2019/20 26-mal (22-mal von Beginn) und erzielte ein Tor. Anschließend verließ er den Verein mit seinem Vertragsende.
Nachdem Korb in der Saison 2020/21 vereinslos gewesen war, schloss er sich zur Saison 2021/22 dem Zweitligisten Holstein Kiel an, bei dem er einen Vertrag mit einer Laufzeit bis zum 30. Juni 2023 unterschrieb.
Zur Saison 2023/24 wechselte er zurück zu Borussia Mönchengladbach, in der er als einer der drei älteren Kaderspieler die zweite Mannschaft anführt.

### Nationalmannschaft
Korb spielte für die deutschen Nachwuchsmannschaften in den Altersstufen U-15 bis U-19. Am 28. Februar 2014 wurde er erstmals für die U-21 nominiert.
Im Juni 2015 wurde Julian Korb von Horst Hrubesch in den Kader der deutschen U21 für die U-21-Fußball-Europameisterschaft 2015 in Tschechien nominiert. Bei dem Turnier kam er in allen vier Spielen der deutschen Mannschaft zum Einsatz, bevor diese im Halbfinale gegen Portugal ausschied.

## Sonstiges
Korbs Vater Michael Korb spielte in der 2. Bundesliga für den MSV Duisburg und Union Solingen.